# Estados Unidos en los Juegos Olímpicos de Ámsterdam 1928
Estados Unidos estuvo representado en los Juegos Olímpicos de Ámsterdam 1928 por un total de 280 deportistas, 236 hombres y 44 mujeres, que compitieron en 15 deportes.
El portador de la bandera en la ceremonia de apertura fue el atleta Clarence Houser.

## Medallistas
El equipo olímpico estadounidense obtuvo las siguientes medallas:
| Nombre | Deporte     | Competición                |
| --- | ----------- | -------------------------- |
| Oro |             |                            |
| Betty Robinson | Atletismo   | 100 m F                    |
| Ed Hamm | Atletismo   | Salto de longitud M        |
| Bob King | Atletismo   | Salto de altura M          |
| Sabin Carr | Atletismo   | Salto con pértiga M        |
| John Kuck | Atletismo   | Peso M                     |
| Clarence Houser | Atletismo   | Disco M                    |
| Ray Barbuti | Atletismo   | 400 m M                    |
| Charles Borah Henry Russell James Quinn Frank Wykoff                                                                                   | Atletismo   | 4 × 100 m M                |
| Fred Alderman George Baird Ray Barbuti Emerson Spencer                                                                                 | Atletismo   | 4 × 400 m M                |
| Allie Morrison | Lucha libre | 61 kg M                    |
| Albina Osipowich | Natación    | 100 m libre F              |
| Martha Norelius | Natación    | 400 m libre F              |
| Eleanor Garatti Adelaide Lambert Martha Norelius Albina Osipowich                                                                      | Natación    | 4 × 100 m libre F          |
| Johnny Weissmuller | Natación    | 100 m libre M              |
| George Kojac | Natación    | 100 m espalda M            |
| Austin Clapp George Kojac Walter Laufer Johnny Weissmuller                                                                             | Natación    | 4 × 200 m libre M          |
| Paul Costello Charles McIlvaine | Remo        | Doble scull (M2x) M        |
| Donald Blessing John Brinck Hubert Caldwell William Dally Peter Donlon Francis Frederick Marvin Stalder William Thompson James Workman | Remo        | Ocho con timonel (M8+) M   |
| Helen Meany | Saltos      | Trampolín 3 m F            |
| Elizabeth Becker | Saltos      | Plataforma 10 m F          |
| Pete Desjardins | Saltos      | Trampolín 3 m M            |
| Pete Desjardins | Saltos      | Plataforma 10 m M          |
| Plata |             |                            |
| Steve Anderson | Atletismo   | 110 m vallas M             |
| Frank Cuhel | Atletismo   | 400 m vallas M             |
| Levi Casey | Atletismo   | Triple salto M             |
| Benjamin Hedges | Atletismo   | Salto de altura M          |
| William Droegemueller | Atletismo   | Salto con pértiga M        |
| Herman Brix | Atletismo   | Peso M                     |
| Lillian Copeland | Atletismo   | Disco F                    |
| Jessie Cross Loretta McNeil Betty Robinson Mary Washburn                                                                               | Atletismo   | 4 × 100 m F                |
| John Daley | Boxeo       | 53,5 kg M                  |
| Stephen Halaiko | Boxeo       | 61,2 kg M                  |
| Lloyd Appleton | Lucha libre | 72 kg M                    |
| Eleanor Garatti | Natación    | 100 m libre F              |
| Walter Laufer | Natación    | 100 m espalda M            |
| Kenneth Myers | Remo        | Scull ind. (M1x) M         |
| Ernest Bayer George Healis Charles Karle William Miller                                                                                | Remo        | Cuatro sin timonel (M4-) M |
| Dorothy Poynton | Saltos      | Trampolín 3 m F            |
| Georgia Coleman | Saltos      | Plataforma 10 m F          |
| Michael Galitzen | Saltos      | Trampolín 3 m M            |
| Bronce |             |                            |
| Mildred Wiley | Atletismo   | Salto de altura F          |
| John Collier | Atletismo   | 110 m vallas M             |
| Morgan Taylor | Atletismo   | 400 m vallas M             |
| Al Bates | Atletismo   | Salto de longitud M        |
| Charles McGinnis | Atletismo   | Salto con pértiga M        |
| James Corson | Atletismo   | Disco M                    |
| Edmund Black | Atletismo   | Martillo M                 |
| Ken Doherty | Atletismo   | Decatlón M                 |
| Harold Devine | Boxeo       | 57,2 kg M                  |
| George Calnan | Esgrima     | Espada ind. M              |
| Josephine McKim | Natación    | 400 m libre F              |
| Buster Crabbe | Natación    | 1500 m libre M             |
| Paul Wyatt | Natación    | 100 m espalda M            |
| Paul McDowell John Schmitt | Remo        | Dos sin timonel (M2-) M    |
| Georgia Coleman | Saltos      | Trampolín 3 m F            |
| Michael Galitzen | Saltos      | Plataforma 10 m M          |